# البرتو هرناندز (بازیکن فوتبال)
البرتو هرناندز (انگلیسی: Alberto Hernández؛ زادهٔ ۸ مارس ۱۹۷۷) بازیکن فوتبال اهل اسپانیا است.
از باشگاه‌هایی که در آن بازی کرده‌است می‌توان به باشگاه فوتبال لاس پالماس و باشگاه فوتبال آلمریا اشاره کرد.